# Basel Meanmachine
I Basel Meanmachine sono una squadra svizzera di football americano di Basilea; fondati come Basilisk Meanmachine nel 2001 si fondono con i Pratteln Gladiators nei Gladiators Beider Basel e vengono rifondati col nome attuale nel 2009.
Hanno vinto 2 volte lo Swiss Bowl (1993 e 1994).

## Dettaglio stagioni

### Tackle football

#### Tornei nazionali

##### Campionato

###### Lega Nazionale A/Campionato SAFV
| Stagione | regular season | regular season | regular season | regular season | regular season | regular season | playoff | playoff | playoff | playoff | playoff | playoff    | playoff              |
|          | Vin            | Par            | Per            | Tot            | PF             | PS             | Vin     | Per     | Tot     | PF      | PS      | risultato  | avversaria           |
| -------- | -------------- | -------------- | -------------- | -------------- | -------------- | -------------- | ------- | ------- | ------- | ------- | ------- | ---------- | -------------------- |
| 1992     | 5              | 0              | 1              | 8              | 135            | 56             | 2       | 1       | 3       | 61      | 46      | Swiss Bowl | Sankt Gallen Raiders |
| 1993     | 8              | 0              | 0              | 8              | 219            | 30             | 3       | 0       | 3       | 126     | 8       | Campioni   | Zürich Falcons       |
| 1994     | 7              | 0              | 1              | 8              | 284            | 30             | 2       | 0       | 2       | 84      | 6       | Campioni   | Geneva Seahawks      |
| 1995     | 5              | 0              | 3              | 8              | 220            | 78             | 1       | 2       | 3       | 37      | 34      | Semifinale | Geneva Seahawks      |
| 1996     | 4              | 1              | 3              | 8              | 119            | 88             | 0       | 1       | 1       | 26      | 54      | Semifinale | Seaside Vipers       |
| 1997     | 3              | 0              | 5              | 8              | 139            | 173            | 0       | 1       | 1       | 7       | 24      | Semifinale | Bern Grizzlies       |
| 1998     | 7              | 0              | 3              | 10             | 253            | 177            | 1       | 2       | 3       | 47      | 76      | Semifinale | Landquart Broncos    |
| 1999     | 4              | 0              | 3              | 7              | 116            | 118            | 0       | 1       | 1       | 0       | 24      | Semifinale | Landquart Broncos    |
| 2011     | 0              | 0              | 10             | 10             | 116            | 456            | 0       | 1       | 1       | 34      | 40      | Relegati   | Bienna Jets          |
| Totale   |                |                |                |                |                |                |         |         |         |         |         |            |                      |

Fonti: Enciclopedia del Football - A cura di Roberto Mezzetti; Sito storico SAFV

###### Lega Nazionale B/Lega B
| Stagione | regular season | regular season | regular season | regular season | regular season | regular season | playoff | playoff | playoff | playoff | playoff | playoff               | playoff             |
|          | Vin            | Par            | Per            | Tot            | PF             | PS             | Vin     | Per     | Tot     | PF      | PS      | risultato             | avversaria          |
| -------- | -------------- | -------------- | -------------- | -------------- | -------------- | -------------- | ------- | ------- | ------- | ------- | ------- | --------------------- | ------------------- |
| 2009     | 6              | 0              | 2              | 8              | 316            | 184            | -       | -       | -       | -       | -       | -                     | -                   |
| 2010     | 8              | 0              | 0              | 8              | 402            | 96             | 2       | 0       | 2       | 66      | 49      | Campioni/Promossi     | Winterthur Warriors |
| 2012     | 10             | 0              | 0              | 10             | 357            | 133            | 1       | 1       | 2       | 19      | 25      | Campioni/Non promossi | Winterthur Warriors |
| 2013     | 0              | 0              | 8              | 8              | 37             | 286            | 0       | 1       | 1       | 0       | 31      | Relegati              | Lugano Lakers       |
| 2014     | 0              | 0              | 10             | 10             | 38             | 429            | 0       | 1       | 1       | 0       | 36      | Relegati              | Midland Bouncers    |
| Totale   |                |                |                |                |                |                |         |         |         |         |         |                       |                     |

Fonte: Sito storico SAFV

##### Campionati giovanili

###### Under-19/Juniorenliga
| Stagione | regular season | regular season | regular season | regular season | regular season | regular season | playoff | playoff | playoff | playoff | playoff | playoff      | playoff              |
|          | Vin            | Par            | Per            | Tot            | PF             | PS             | Vin     | Per     | Tot     | PF      | PS      | risultato    | avversaria           |
| -------- | -------------- | -------------- | -------------- | -------------- | -------------- | -------------- | ------- | ------- | ------- | ------- | ------- | ------------ | -------------------- |
| 1992     | 7              | 0              | 3              | 10             | 70             | 40             | 1       | 2       | 3       | 6       | 27      | Quarto posto | Geneva Seahawks      |
| 1993     | 1              | 1              | 5              | 7              | 32             | 143            | -       | -       | -       | -       | -       | -            | -                    |
| 1994     | 8              | 0              | 0              | 8              | 267            | 23             | 0       | 1       | 1       | 6       | 28      | Semifinale   | Sankt Gallen Raiders |
| 1995     | 8              | 0              | 0              | 8              | 411            | 0              | 2       | 3       | 1       | 58      | 14      | Junior Bowl  | Sankt Gallen Raiders |
| 1996     | 5              | 0              | 3              | 8              | 162            | 152            | 0       | 1       | 1       | 0       | 46      | Semifinale   | Seaside Vipers       |
| 1997     | 0              | 1              | 7              | 8              | 26             | 180            | -       | -       | -       | -       | -       | -            | -                    |
| 1998     | 3              | 0              | 7              | 10             | 104            | 335            | -       | -       | -       | -       | -       | -            | -                    |
| 1999     | 0              | 2              | 4              | 6              | 0              | 161            | -       | -       | -       | -       | -       | -            | -                    |
| 2000     | 4              | 0              | 3              | 7              | 146            | 80             | 0       | 2       | 2       | 0       | 114     | Semifinale   | Zürich Renegades     |
| 2010     | 3              | 0              | 3              | 6              | 94             | 62             | -       | -       | -       | -       | -       | -            | -                    |
| 2011     | 5              | 0              | 5              | 10             | 178            | 168            | -       | -       | -       | -       | -       | -            | -                    |
| 2012     | 0              | 0              | 9              | 9              | 0              | 450            | -       | -       | -       | -       | -       | -            | -                    |
| Totale   | 44             | 4              | 49             | 97             | 1490           | 1794           | 3       | 9       | 12      | 70      | 229     |              |                      |

Fonte: Sito storico SAFV

###### Under-19 B
| Stagione | regular season | regular season | regular season | regular season | regular season | regular season | playoff | playoff | playoff | playoff | playoff | playoff   | playoff    |
|          | Vin            | Par            | Per            | Tot            | PF             | PS             | Vin     | Per     | Tot     | PF      | PS      | risultato | avversaria |
| -------- | -------------- | -------------- | -------------- | -------------- | -------------- | -------------- | ------- | ------- | ------- | ------- | ------- | --------- | ---------- |
| 2013     | 0              | 0              | 8              | 8              | 0              | 398            | -       | -       | -       | -       | -       | -         | -          |
| 2014     | 0              | 0              | 8              | 8              | 31             | 345            | -       | -       | -       | -       | -       | -         | -          |
| Totale   | 0              | 0              | 16             | 16             | 31             | 743            | -       | -       | -       | -       | -       |           |            |

Fonte: Sito storico SAFV

###### Under-16
| Stagione | regular season | regular season | regular season | regular season | regular season | regular season | playoff | playoff | playoff | playoff | playoff | playoff   | playoff             |
|          | Vin            | Par            | Per            | Tot            | PF             | PS             | Vin     | Per     | Tot     | PF      | PS      | risultato | avversaria          |
| -------- | -------------- | -------------- | -------------- | -------------- | -------------- | -------------- | ------- | ------- | ------- | ------- | ------- | --------- | ------------------- |
| 2013     | 4              | 1              | 1              | 6              | 112            | 71             | 0       | 1       | 1       | 7       | 18      | Finale    | Winterthur Warriors |
| 2014     | 2              | 0              | 4              | 6              | 85             | 141            | -       | -       | -       | -       | -       | -         | -                   |
| Totale   | 6              | 1              | 5              | 12             | 197            | 212            | 0       | 1       | 1       | 7       | 18      |           |                     |

Fonte: Sito storico SAFV

## Palmarès
- 2 Swissbowl (1993, 1994)
- 2 Lega B (2010, 2012)